# 酒井憲次郎
酒井 憲次郎（さかい けんじろう、1903年（明治36年）7月16日 - 1932年（昭和7年）9月15日）は、日本の大正・昭和戦前期のパイロット。

## 生涯

### 生い立ち
現在の新潟市秋葉区古津生まれ。新潟県立長岡工業学校（新潟県立長岡工業高等学校の前身）を卒業したのち、所沢陸軍飛行学校に入校。1925年（大正14年）に一等飛行操縦士の免許を取得。

### 小樽新聞社入社と千歳着陸場
1926年（大正15年）8月、北海道の小樽新聞社に入社した。同社は当時の北海道の代表的新聞社の一つであった。
この年、鉄道駅が開業した千歳郡千歳村（現在の千歳市）でイベント開催を企画した小樽新聞社が、最近購入した飛行機を飛ばすと村に提案したところ、せっかくならば着陸して間近で見せてほしいと村側が申し出た。村にはこれ以前から、火山灰地の原野に飛行場を誘致しようという機運があった。酒井は千歳村に赴き、着陸場の選定と造成方法の指導にあたっている。こうして村民の労力により、長さ110間×幅60間（約200メートル×約110メートル）の着陸場が2日間で完成した。
1926年（大正15年）10月22日、酒井の操縦する「北海」第1号は、千歳着陸場に降り立った。これが千歳飛行場（現在の航空自衛隊千歳基地。飛行場の歴史については新千歳空港も参照）に着陸した最初の飛行機である。

### 朝日新聞社入りから殉職まで

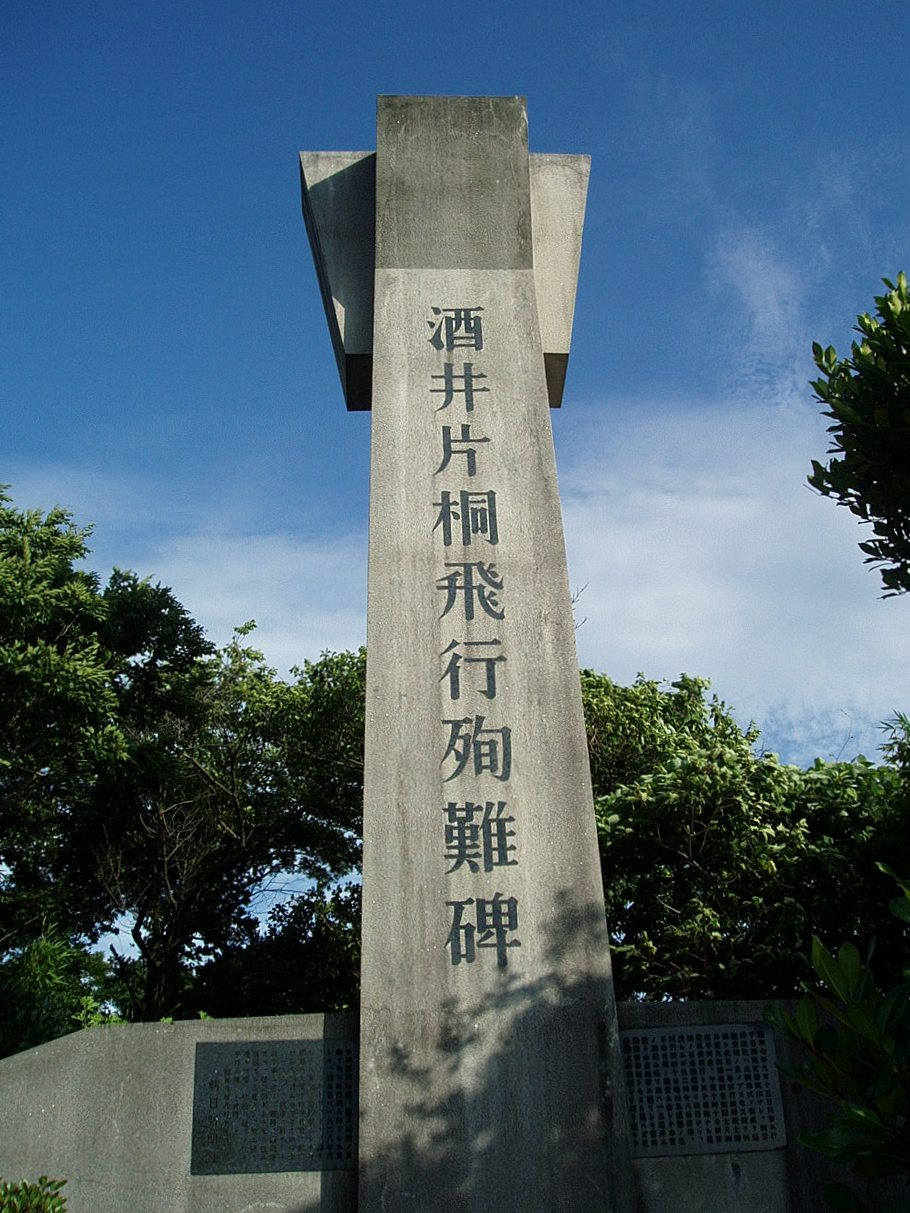
酒井片桐飛行殉難碑

まもなく、酒井は小樽新聞社を辞職し、朝日新聞社のパイロットとなった。1928年（昭和3年）には、国際航空連盟からハーモン・トロフィー（そのうち、各国の優秀な飛行士を対象とする「ナショナル・トロフィー」）を贈られた。国内定期航空の操縦士として飛行時間315時間あまり、延べ飛行距離45,319キロメートルを無事故で達成した実績が称えられたものである。
1931年（昭和6年）には根室沖でチャールズ・リンドバーグの太平洋航路調査飛行を空中取材、着水地点（根室港）まで誘導する役割を担った。
1932年（昭和7年）9月15日、日本は満州国の承認を行い、日満議定書を調印した。この調印式の様子をおさめたフィルムを新京から大阪へ運ぶ朝日新聞社機（デ・ハビランド プス・モス通信機）の操縦桿を握ったのが酒井であった（片桐庄平機関士が同乗）。ライバルの毎日新聞社がスピードに勝る最新鋭機を投入して比較的安全な朝鮮半島経由の航路を飛行するのに対抗し、朝日新聞社機は日本海無着陸横断を選択したが、隠岐諸島通過後に消息を絶った。その後、鳥取県東伯郡八橋町（現在の東伯郡琴浦町八橋）沖で漁船によって機体の一部が発見されたことから、同機は八橋沖で墜落、酒井らは殉職したものとみなされた。酒井は29歳であった。

## 記念碑等
事故の翌年、1933年（昭和8年）に鳥取県八橋の城山（八橋城跡）に「酒井片桐飛行殉難碑」が建立された。80周年となる2012年まで毎年、地元住民による慰霊祭が行われていた。
出生地である新潟市秋葉区古津の広大寺には「酒井憲次郎の碑」がある。この碑は母親によって建立されたものである。
没後70周年にあたる2002年（平成14年）、千歳着陸場へ降り立った酒井の姿をかたどったブロンズ像が、新千歳空港内の公園に建立された。国際線ターミナルの建設により、2008年（平成20年）4月にオープンした空港公園（千歳市柏台南）に移設された。